# カイザー
カイザー（ドイツ語: Kaiser [ˈkaɪ̯zɐ] ( 音声ファイル)、オランダ語: Keyser, Keiser [ˈkɛi̯.zər] ( 音声ファイル)）は、ドイツ語の皇帝号、君主号およびそれに由来する人名・地名。

## 概要
ガイウス・ユリウス・カエサル (Gaius Julius Caesar) から取られた帝政ローマの皇帝号や、副帝号カエサルの派生語でもある。ドイツ語では「皇帝」を意味しており、神聖ローマ帝国、オーストリア帝国（オーストリア＝ハンガリー帝国）、ドイツ帝国では君主の称号を意味しており、フィクションでもドイツ系の皇帝の称号として使われる（例：『銀河英雄伝説』）。日本の天皇の訳語も"Kaiser"である。
堅い文では、「r」を母音化させない昔ながらの発音に従い「カイゼル」とカナ表記されることもあり、その場合はヴィルヘルム2世個人を指す場合が多い。
また、帝王切開は、ドイツ語の「Kaiserschnitt」の訳語である。
なお、オランダ語や低地ドイツ語の一部の発音に従っって「ケイゼル」 (keyser) とカナ表記されることもある。